# Olga Drahotová
Olga Drahotová, roz. Kmoníčková (24. června 1932 Pardubice – 2. února 2021 Praha) byla historička umění se zaměřením na umělecké řemeslo a autorské sklo, muzejní pracovnice v UPM, kurátorka výstav.

## Život
Absolvovala gymnázium v Pardubicích a v letech 1951 – 1956 studovala dějiny umění (prof. J. Pešina, J. Květ) a národopis na Filosofické fakultě Univerzity Karlovy. Roku 1956 obhájila diplomovou práci Pernštejnská renesanční plastika v Pardubicích.
V letech 1957-1960 pracovala krátce v Českém rozhlasu a poté na zástup v archeologicko-historickém oddělení Národního muzea v Praze. Od roku 1960 pracovala v Uměleckoprůmyslovém museu v Praze při inventarizaci nezpracovaných sbírek, později jako asistentka a samostatná odborná pracovnice ve sbírce skla a keramiky. Od roku 1990 do roku 1996 jako vedoucí odboru. V UPM setrvala až do roku 2000, ale jako historička skla zůstala aktivní i po penzionování.
Byla členkou Mezinárodní asociace pro dějiny skla (AHIV), Sklářské sekce ICOM, Sklářské sekce při České archeologické společnosti a České sklářské společnosti. Publikovala v časopisech Tvar, Ars vitraria, Journal of Glass Studies, Umění a řemesla, Acta UPM, Glass Review, Estetická výchova, ad.

## Dílo
Olga Drahotová byla respektovaným a všestranným znalcem skla a historie sklářství. Její kniha České sklo (1970) zachycuje vývoj českého uměleckého sklářství od 14. století do r. 1964. Výsledkem její badatelské práce byla kniha Evropské sklo, vydaná v několika jazykových verzích (1983-1985). Olga Drahotová zaujímá významné místo mezi uměleckými historiky zabývajícími se českým řezaným barokním sklem. Svou pozornost věnovala typologii, námětům i historickým souvislostem a odborný zájem soustředila také k českému a evropskému sklu doby renesance a rokoka.
Jako editorka a autorka měla zásadní podíl na dlouhodobém projektu, na němž se podílelo několik desítek odborníků z řad archeologů, historiků, historiků umění a technologů výroby skla. Výsledkem výzkumu byla třídílná souborná publikace Historie sklářské výroby v českých zemích, 1. díl Od počátků do konce 19. století (2005). 2. díl (1+2) Od 19. století do současnosti (2003).

### Kurátorka výstav (výběr)
- 1970 České sklo 17. a 18. století, Královský letohrádek Belveder (u příležitosti mezinárodního kongresu AIHV)
- 1973 Umění ohně: Italská majolika, Benátské sklo, Královský letohrádek Belveder
- 1981 Czechoslovakian Glass 1350–1980, The Corning Museum of Glass
- 1984 České sklo I. Sklo období středověku a renesance 13. století – 1. polovina 17. století, České sklo II. Sklo období baroka. 1. polovina 17. století a 18. století.
- 1989 Barokní řezané sklo 1600–1760, Zámek Troja
- 2001 Buquoyské sklo v Čechách 1620–1851, Uměleckoprůmyslové muzeum v Praze

### Publikace (výběr)
- České sklo, 84 s., Odeon, nakladatelství krásné literatury a umění, n.p., Praha 1970
- Europäisches Glas, Artia Praha 1982
- L'Art du Verre en Europe, 231 s., Paris 1983, ISBN 2-7000-2123-1
- European Glass, The development of hollow glassware through the ages, Paris 1983, ISBN 0-907408 75 3
- Jóroppa no garasu, 227 s., Iwasaki Bidžucuša, Tokio 1983
- Skło europejskie, 232 s., Wydawnictwa Artystyczne i Filmowe, Varšava 1984, ISBN 83-221-0253-4
- Europäisches Glas, 232 s., Verlag Werner Dausien, Hanau am Main 1984, ISBN 3-7684-1240-7
- Barokní řezané sklo, 1600-1760 - Zámek Troja, 1989, kat. výstavy 188 s., Uměleckoprůmyslové muzeum, Galerie hl. města Prahy, 1989
- Evropské sklo (Sběratelský průvodce dějinami evropského skla), 231 s., Artia, podnik pro zahraniční obchod, Praha 1985

#### Spoluautorka
- Böhmiskt glas: genom tiderna: Nationalmuseum Stockholm, 12 september - 18 november 1973, kat. 29 s., Stockholm 1973 (s A. Adlerovou)
- Jan Rous (ed.), Sborník statí na počest 60. výročí narození PhDr. Dagmar Hejdové CSs., 235 s., Acta UPM XV, 1980
- Adlerová A (ed.), Czechoslovakian Glass 1350-1980, 176 s., The Corning Museum of Glass 1981
- 300 Years of Bohemian Glass and Costume Jewellery, 199 s., Hokkaido Museum of Modern Art 1983
- Sběratelství, 160 s., Svoboda, Praha 1983
- Tomáš Vlček (ed.), České secesní sklo, 256 s., Ústav teorie a dějin umění ČSAV 1985
- České sklo (Historie českého skla a současnost v oborovém podniku Crystalex Nový Bor), Crystalex, Nový Bor 1985
- Historie sklářských technologií, Ústí nad Labem 1988 (s J. Staňkem, E. Černou)
- České sklo I. Sklo období středověku a renesance, 13. stol. – 1. pol. 17. stol., 186 s., Uměleckoprůmyslové muzeum v Praze 1989 (s D. Hejdovou)
- České sklo II. Sklo období baroka: 2. polovina 17. století a 18. století, 298 s., Uměleckoprůmyslové muzeum v Praze 1989 (s H. Brožkovou, D. Hejdovou)
- Verres de Bohême (1400-1989 chefs-d'œuvre des musées de Tchécoslovaquie), 240 s., Flammarion, Paris - Union des Arts Décoratifs, Paříž 1989, ISBN 2-08-012144-8
- Bohemian Glass (1400-1989), 140 s., Flammarion, Paris - Union des Arts Décoratifs, Harry N. Abrams, Paříž 1990, ISBN 2-08-013502-3
- Uměleckoprůmyslové muzeum v Praze (Přírůstky sbírek z let 1986–1991), UPM 1992, ISBN 80-7101-012-X
- Bohemian Glass, 47 s., Museum of Decorative Arts in Prague, 1992 (s H. Brožkovou, J. Merglem)
- Bohemia. Cristal, 143 s., Fundación Centro Nacional del Vidrio, Segovia 1993
- Faszination Glas: historisches und modernes Glas aus der Tschechischen Republik / Ausstellung im Gewerbemuseum Winterthur, 8. Mai bis 4. Juli 1993, kat. 144 s., Winterthur, Gewerbemuseum, 1993 (texty O. Drahotová, H. Brožková, Jan Mergl, Sylva Petrová)
- Navrácené poklady = Restitutio in integrum, 169 s., Praha 1994 (kolektiv autorů)
- Glas und Gläser, 59 s., Carl Schenk, Darmstadt 1994 (s M. Gelnarem)
- Das Böhmische Glas : 1700-1950. Barock.Rokoko.Klassi- cismus / Band I., Glasmuseum Passau, 1995
- Anděla Horová (ed.), Nová encyklopedie českého výtvarného umění A-M (548 s.), N-Ž (558 s.), Academia Praha 1995, ISBN 80-200-0536-6 (soubor)
- Buquoyské sklo v Čechách 1620-1851, Uměleckoprůmyslové muzeum v Praze 2002, ISBN 80-7101-046-4 (s H. Brožkovou)
- Glass of the Alchemists (Lead Crystal-Gold Ruby, 1650-1750), 356 s., The Corning Museum of Glass, Corning 2008, ISBN 978-0-87290-169-8
- Renaissance and Baroque Glass From the Central Danube Region, 333 s., Archaia Brno z. ú., Brno 2016, ISBN 978-80-905546-5-8

### Editorka
- Drahotová, Olga (ed.), Historie sklářské výroby v českých zemích. Díl 1. Od počátků do konce 19. století, Česká sklářská společnost a Academia, Praha 2005, 759 stran, ISBN 80-200-1287-7
- další díly:
- Kirsch, Roland (ed.), Historie sklářské výroby v českých zemích. 2. díl/1. Od konce 19. století do devadesátých let 20. století, Česká sklářská společnost a Academia, Praha 2003, 483 stran, ISBN 80-200-1069-6
- Kirsch, Roland (ed.), Historie sklářské výroby v českých zemích. 2. díl/2. Od konce 19. století do devadesátých let 20. století, Česká sklářská společnost a Academia, Praha 2003, 569 stran, ISBN 80-200-1104-8

### Články (výběr)
- The circle of the Master of the so-called Koula's beaker (A contribution to the problems of the development of engraved glass in the Bohemian-Silesian region), Czechoslovak Glass Review 20, 1965, s. 29–32
- Glas aus Venedig oder Sachsen? : ein Beitrag zur Frage des venezianischen Glases in böhmischer Art, Staatliche Kunstsammlungen Dresden, 1966, s. 153-160
- Renesanční křišťály a počátky českého řezaného skla, Umění a řemesla 3, 1970, s. 6-13
- Medaile a mince jako předlohy pro řezané barokní sklo v Uměleckoprůmyslovém muzeu v Praze, Ars vitraria 3, 1971, s. 18–29
- Severočeské barokní řezané sklo ve světle historicky lokalizovaných památek, Ars vitraria 4, 1973, s. 27
- K problematice českého skla v benátském stylu, Ars vitraria 6, 1979, s. 11–22
- Comments on Caspar Lehmann, Central European Glass and Hard Stone Engraving, Journal of Glass Studies 23, 1981, p. 34-45
- Identifying Glass from the Buquoy Glass factory at the Nové Hrady Estate (Gratzen) in the Seventeenth Century, Journal of Glass Studies 23, 1981, p. 46-55
- Bohemian glass trade to Spain in the 18th century, in: Annales du 10e congres de l’ Association Internationale pour l’ Histoire du Verre, Madrid, 23-28 septembre 1985, pp. 497-506
- České sklářství v době renesance a baroka (16., 17. a 18. stol.), in: Historie sklářských technologií, Most 1988, s. 18–24
- Ikonographie, Autorenschaft und Provenienz der neugefundenen geschnittenen Glasplatten vom Beginn des 17. Jhs., in: Annales du 11e congres de l’ Association Internationale pour l’ Histoire du Verre, Bâle, 29 aout - 3 septembre 1988, pp. 407-416
- Glasses with the coat of arms of the Hayn family, in: Annales du 12e congres de l’ Association Internationale pour l’ Histoire du Verre, Vienna 26-31 aout, 1991, pp. 471-477
- Bohmisk og schlesisk glas til danske konger = Bohemian and Silesian glass for Danish kings, Kongelige glas, 1995, pp. 74-87
- Renesanční sklo v Čechách. Tři proudy, Umění a řemesla 39, č. 2, 1997, s. 41-44
- Čtvero setkání lovu a skla, Umění a řemesla 40, č. 1, 1998, s. 50-55
- Renesanční sklo a keramika. Města, muzea, archeologové a výstavy, Umění a řemesla 41, č. 1, 1999, s. 30-34
- Bohemian Glass. Development until 1945, Glass Style. Fascinating World of Glass and Crystal 3, 2000, No. 2, p. 62-69
- Alchymisté a skláři v 17. století. Sborník Západočeského muzea v Plzni. Historie 18, 2007, s. 25-29